# Menuet

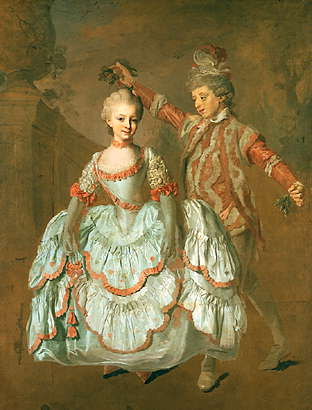
Tanečníci menuetu

Menuet (také minuet či italsky minuetto) je párový tanec francouzského původu ve 3/4 taktu. Dále se tak nazývá hudební forma, která se vyvinula z doprovodu tohoto tance. 

## Historie
Od Lullyho doby často navíc obsahuje i kontrastní střední část zvanou trio, zvanou tak proto, že byla psána pro tři hudební nástroje. Menuet pravděpodobně vznikl počátkem 17. století a stal se typickým půvabným dvorním tancem, galantním, pomalým a ceremoniálním. Jeho lidovou obdobou je minet.